# Claudio Bravo
Claudio Andrés Bravo Muñoz (Buin, 13 de abril de 1983) é um ex-futebolista chileno, que atuava como goleiro.

## Clubes

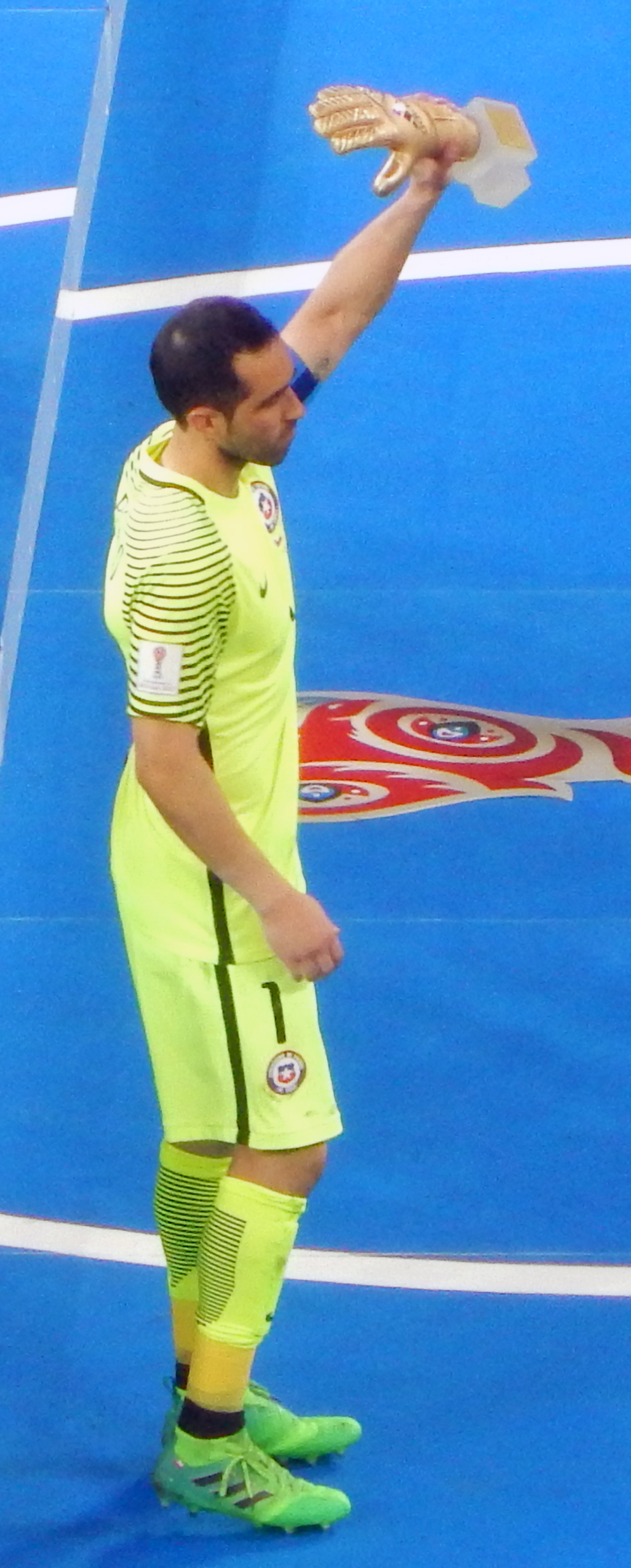
Final da Copa das Confederações - 2017. Claudio Bravo ganha a luva de ouro.

Jogou desde o início de sua carreira no Colo-Colo até junho de 2006 quando foi transferido a Real Sociedad.

### Real Sociedad
Marcou um gol de cobrança de falta contra o Gimnàstic de Tarragona pela Liga Adelante em 14 de fevereiro de 2010.

### Barcelona
Foi contratado pelo Barcelona em junho de 2014 por quatro temporadas. Dividia a titularidade da equipe na posição com Ter Stegen: atuava nas partidas da Liga, enquanto o alemão assumia na Copa do Rei e Liga dos Campeões da UEFA.
Em 4 de outubro de 2014 bateu o recorde de Pello Artola quando ultrapassou a marca dos 560 minutos sem sofrer qualquer gol no Campeonato Espanhol ocorrida em partida contra o Rayo Vallecano. Ficou até o dia 25 de outubro de 2014, tendo um total de 835 minutos sem tomar gol até levar um gol de pênalti de Cristiano Ronaldo aos 35 minutos do 1º tempo.
Em 27 de fevereiro de 2015 superou outra marca: na partida contra o Granada tornou-se o jogador chileno com mais partidas disputadas no Campeonato Espanhol com 197 jogos superando Ivan Zamorano. Na temporada 2014–15 conquistou a Liga espanhola e a Copa del Rey. E apesar de ter integrado o elenco que conquistou a Liga dos Campeões da UEFA, não foi considerado campeão pelo regulamento da UEFA, por não ter entrado em nenhuma partida da competição.

### Manchester City
Foi contratado pelo Manchester City em 25 de agosto de 2016 por quatro temporadas. O antigo titular da equipe, Joe Hart, foi emprestado por um ano ao Torino da Itália.
Fez sua estreia pelo clube no derby de Manchester, na vitória sobre o Manchester United por 2–1.

### Real Betis
Em 30 de agosto de 2020, Bravo assinou um contrato inicial de um ano com o clube espanhol Real Betis, com opção para um segundo ano. Em sua primeira temporada, ele foi prejudicado por lesões e o compatriota treinador Manuel Pellegrini preferiu jogar Joel Robles em seu lugar.

### Aposentadoria
Em 26 de agosto de 2024, Bravo anunciou sua aposentadoria do futebol profissional aos 41 anos.

## Seleção Chilena
Bravo representou o Chile nos níveis sub-17, sub-20 e sub-23. Ele estreou na equipe principal em 11 de julho de 2004 contra o Paraguai na Copa América de 2004, e manteve seu lugar pelo restante das eliminatórias da Copa do Mundo FIFA de 2006.[carece de fontes?]
Bravo foi convocado novamente para a Copa América de 2007, realizada na Venezuela, onde começou todas as quatro partidas. Ele se tornou capitão da equipe depois que Marcelo Salas anunciou sua aposentadoria internacional. Descansado para o jogo final da fase de grupos, ele jogou três partidas na Copa América de 2011 quando o país novamente alcançou as quartas de final.
Na Copa do Mundo de 2010 na África do Sul, Bravo começou em todas as quatro partidas pelo Chile (permanecendo como capitão), sofrendo cinco gols em uma derrota por 3–0 nas oitavas de final contra o Brasil. Ele também foi selecionado pelo novo treinador Jorge Sampaoli para o elenco de 23 jogadores para a edição seguinte, começando todos os jogos e sofrendo apenas quatro gols – um pela Austrália, dois pela Holanda e um pelo Brasil – o que novamente resultou na mesma fase e pelas mãos do mesmo adversário, mas em uma disputa de pênaltis.
Em 10 de outubro de 2014, em uma vitória amistosa por 3–0 contra o Peru, Bravo conquistou sua 85ª convocação, superando Leonel Sánchez como o jogador com mais convocações de todos os tempos pela seleção chilena. Ele foi o capitão e jogou todos os minutos quando venceram a Copa América de 2015 em casa, seu primeiro título internacional importante. Na final contra a Argentina no Estádio Nacional, ele manteve a meta invicta com o jogo terminando sem gols após o tempo extra e, em seguida, defendeu o chute de Éver Banega na disputa de pênaltis subsequente; ele foi posteriormente escolhido para a Equipe do Torneio.
Em 24 de março de 2016, Bravo se tornou o primeiro chileno a alcançar sua 100ª convocação, em uma derrota em casa por 2–1 para a Argentina nas eliminatórias para a Copa do Mundo de 2018. Na final da Copa América Centenário no MetLife Stadium, contra o mesmo adversário e também nos pênaltis, ele defendeu a tentativa de Lucas Biglia em uma vitória eventual por 4–2.
Depois de ficar de fora dos dois primeiros jogos na Copa das Confederações FIFA de 2017, devido a problemas de condicionamento físico, Bravo iniciou o restante do torneio na Rússia, notavelmente defendendo todas as três cobranças de pênalti na semifinal contra Portugal (0–0 após 120 minutos). Embora sua equipe tenha perdido por 1–0 para os atuais campeões mundiais Alemanha na final, suas atuações o viram ser escolhido como o melhor goleiro da competição.
Em 2023, para um amistoso do Chile, ele optou por não participar, o que fez com que não fosse convocado novamente para a seleção nacional gerida por Eduardo Berizzo.

## Títulos
Colo-Colo
- Campeonato Chileno: 2002-C, 2006-A, 2006-C, 2007-A, 2007-C

Real Sociedad
- Campeonato Espanhol - Segunda Divisão: 2009-10
- Troféu Reyno de Navarra: 2010
- Troféu Teide: 2009

Barcelona
- Copa do Mundo de Clubes da FIFA: 2015[29]
- Liga dos Campeões da UEFA: 2014-15
- Supercopa da UEFA: 2015
- Campeonato Espanhol: 2014-15, 2015-16
- Copa do Rei: 2014-15, 2015-16, 2016-17
- Supercopa da Espanha: 2016
- Supercopa da Catalunha: 2014
- International Champions Cup: 2017
- Troféu Joan Gamper: 2014, 2015, 2016, 2017

Manchester City
- Campeonato Inglês: 2017-18, 2018-19, 2020-21
- Copa da Inglaterra: 2018-19
- Copa da Liga Inglesa: 2017-18, 2018-19, 2019-20, 2020-21
- Supercopa da Inglaterra: 2018, 2019

Real Betis
- Copa do Rei: 2021-22

Seleção Chilena
- Copa América: 2015, 2016
- China Cup: 2017

### Prêmios individuais
- Luva de Ouro da Copa América Centenário
- Melhor goleiro da Copa América 2015
- Equipe ideal da Copa América Centenário[30]
- Troféu Zamora: 2014–15
- Melhor goleiro da La Liga de 2014–15[31]
- 81º melhor jogador do ano de 2016 (The Guardian)[32]
- 36º melhor jogador do ano de 2016 (Marca)[33]
- Luva de Ouro da Copa das Confederações de 2017
- IFFHS MEN’S ALL TIME CHILE DREAM TEAM[34]